# بلاك بيري 850
بلاك بيري 850 هو أول جهاز بلاك بيري من إنتاج RIM. أعلن عنه في 18 يناير 1999 ولكن بخدمة البريد الإلكتروني فقط. يشغل الهاتف بنظام بلاك بيري أو.اس 1. مهد هذا النموذج لظهور نماذج أخرى تلته مثل نموذج بلاك بيري 950.

## مزايا
تميز هاتف بلاك 850 بلوحة مفاتيح كاملة وكان ذلك أمر غير عادي في حينها. وكان له شاشة صغيرة يمكنها عرض ثمانية أسطر من النصوص فقط. يمكنه : 
- إرسال الرسائل
- الوصول إلى البريد الإلكتروني
- إرسال واستقبال صفحات
- منظم مواعيد.

## وصلات خارجية
- http://researchinmotion.wikia.com/wiki/BlackBerry_850